# Cis hieroglyphicus
Cis hieroglyphicus es una especie de coleóptero de la familia Ciidae.

## Distribución geográfica
Habita en Japón y el este de Siberia.